# بایراملی (بردع)
بایراملی (به لاتین: Bayramlı) یک منطقه مسکونی در جمهوری آذربایجان است که در شهرستان بردع واقع شده است. بایراملی ۱۵۰ نفر جمعیت دارد.